# Washabo
Washabo – miejscowość położona przy granicy z Gujaną, w dystrykcie Sipaliwini, w Surinamie. Według danych na rok 2020 miejscowość zamieszkiwało 600 osób.

## Transport
W miejscowości znajduje się lądowisko.